# Granada fumígena

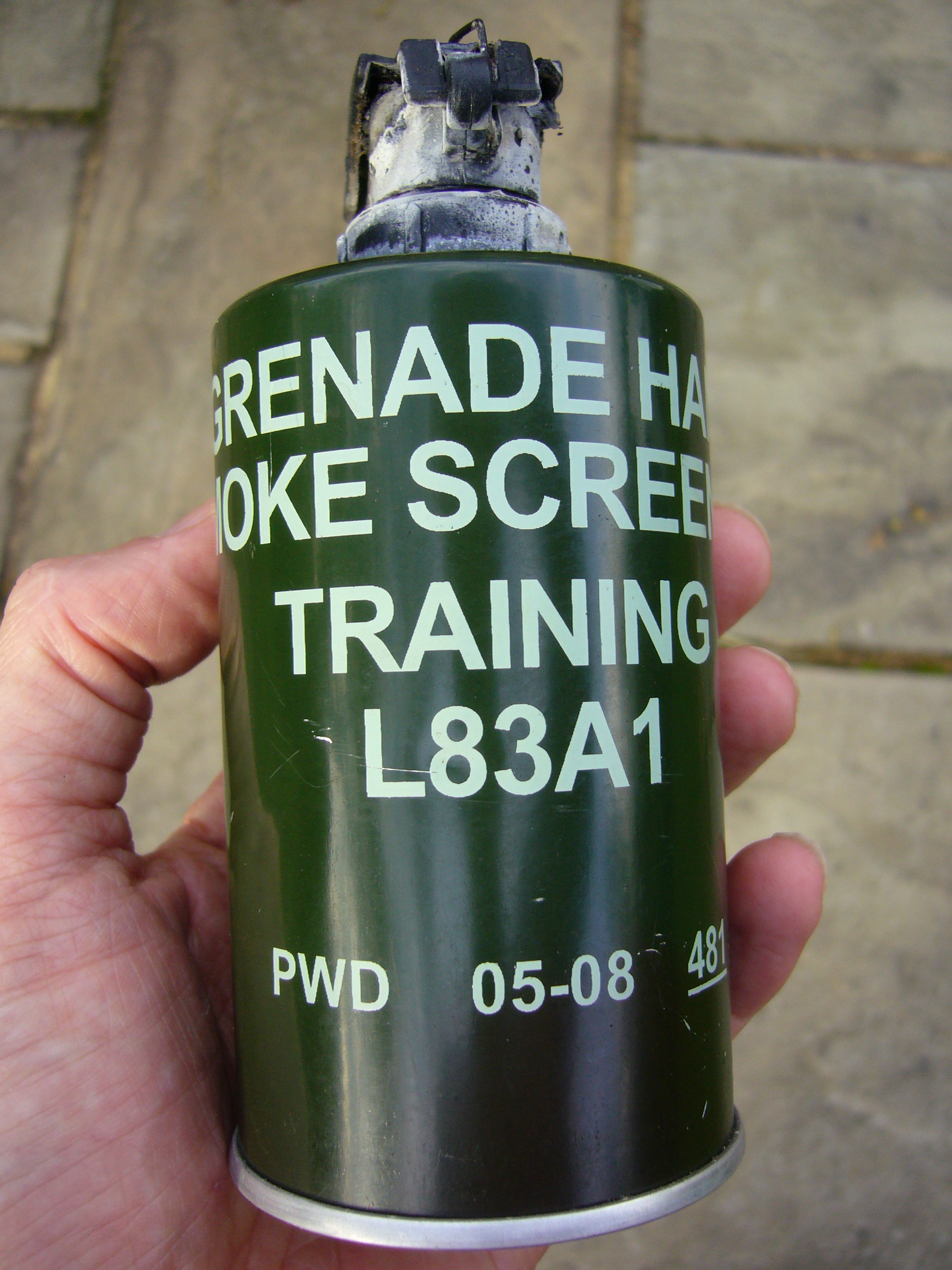
Granada de fumaça britânica L83A1, fabricada em maio de 2008. Esta granada já foi utilizada.

Uma granada fumígena ou granada de fumaça é uma granada do tipo canister usada como dispositivo de sinalização, dispositivo de marcação de alvo ou zona de pouso, ou como dispositivo de triagem para movimentos de unidades.
As granadas de fumaça são geralmente mais complexas e emitem uma quantidade muito maior de fumaça do que as bombas de fumaça, que são um tipo de fogo de artifício normalmente iniciado com um fusível externo em vez de um pino.

## Projeto

Diagrama e seção transversal de uma granada de fumaça M18

Um projeto típico consiste em um cilindro de chapa de aço com quatro orifícios de emissão na parte superior e um na parte inferior para permitir a liberação de fumaça quando a granada é ignitada. A carga consiste em 250 a 350 gramas de composição de fumaça colorida (principalmente clorato de potássio, lactose e um corante) em praticamente qualquer cor. Granadas de fumaça branca normalmente usam hexacloroetano-zinco e alumínio granular. A reação é exotérmica e, embora permaneçam intactas, os invólucros das granadas de fumaça geralmente permanecem escaldantes por algum tempo, mesmo depois que a granada não emite mais fumaça. Embora as granadas de fumaça modernas sejam projetadas para não emitir fogo ou faíscas diretamente, elas continuam representando um risco de incêndio e são capazes de inflamar vegetação seca ou substâncias inflamáveis se usadas de maneira descuidada.
Outro tipo de granada de fumaça é a variação explosiva. Elas são preenchidas com fósforo branco (WP), um agente pirofórico que se espalha rapidamente em uma nuvem por uma carga explosiva interna. O fósforo branco queima com uma chama amarela brilhante enquanto produz grandes quantidades de fumaça branca (pentóxido de fósforo). Este tipo de granada de fumaça é preferida por sua capacidade de produzir uma nuvem muito densa e quase instantânea de fumaça branca de ocultação, em comparação com as granadas de carga sólida mais comuns, que expelem um fluxo de fumaça mais lento durante um período de aproximadamente 1 minuto. Por esse motivo, elas são preferidas para uso em acessórios de lançamento de granadas a bordo em veículos blindados, que exigem ocultação extremamente rápida caso sejam alvo de armamento antiblindado e precisem recuar rapidamente.

## Uso

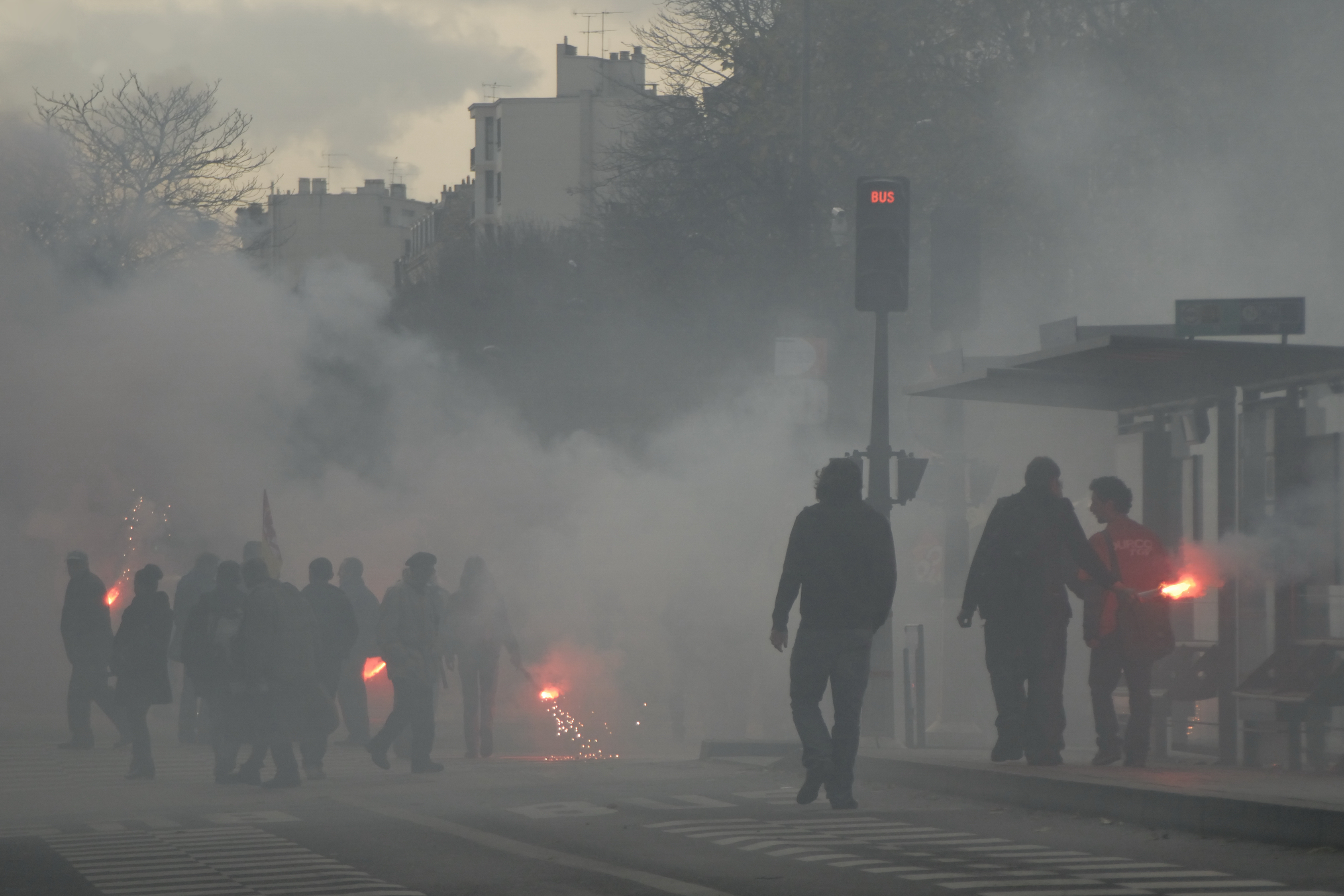
Granadas de fumaça usadas para criar uma cortina de fumaça durante manifestações de protesto em Paris, 2008

Granadas de fumaça são usadas para diversos fins. O uso principal é a criação de cortinas de fumaça para ocultação e sinalização de aeronaves.

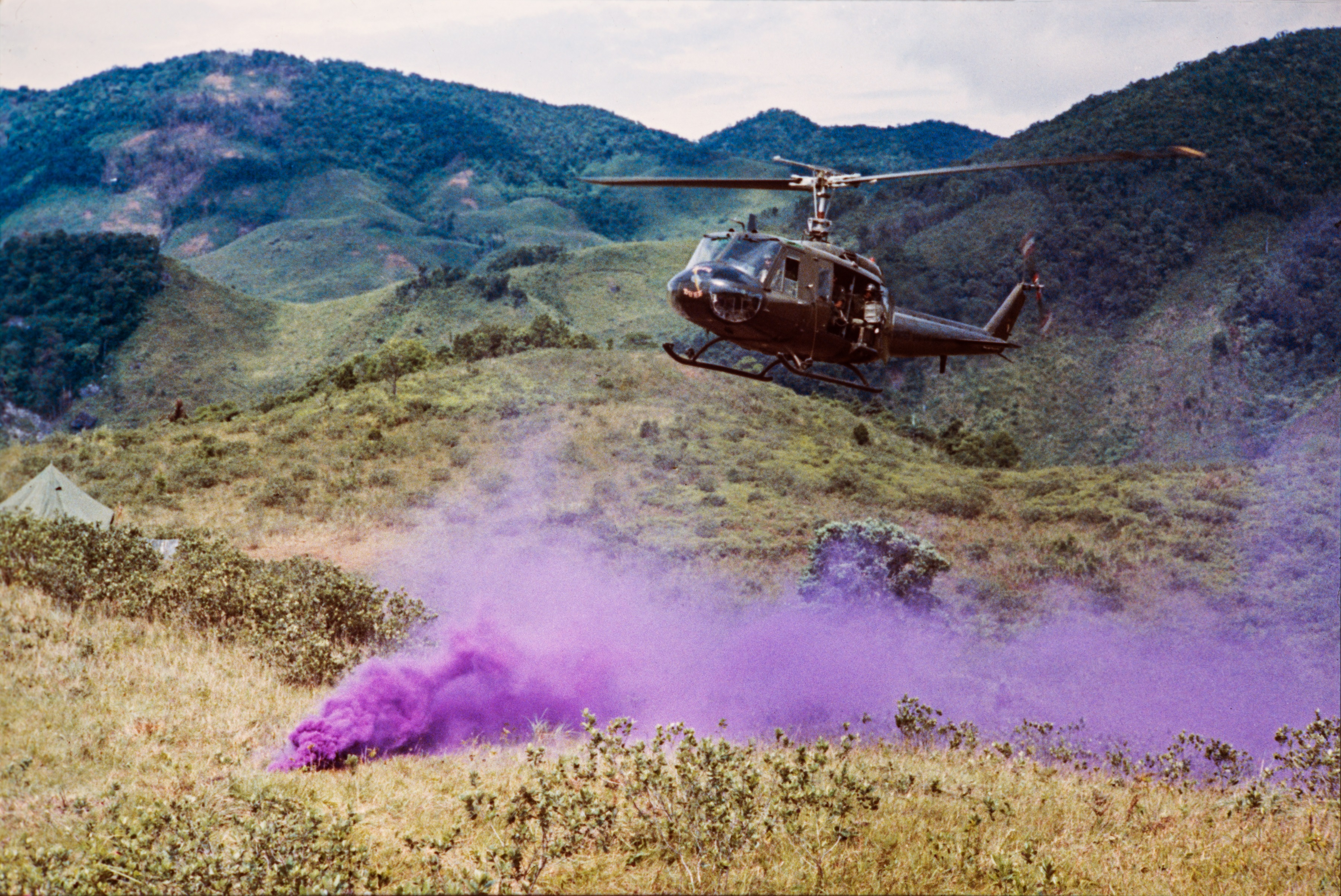
Uma granada de fumaça violeta usada para marcar uma zona de pouso de helicóptero durante a Guerra do Vietnã, 1967

Se o movimento (como manobras de flanco ou retirada) for necessário, granadas de fumaça podem ser lançadas antes do movimento, a fim de fornecer uma parede de distração visual que reduza a precisão do fogo inimigo e os engane temporariamente quanto à localização da força.
Granadas de fumaça também podem ser usadas para sinalizar aeronaves. Como localizar um alvo de cima (especialmente no dossel denso da floresta) pode ser quase impossível, mesmo com um bom contato de rádio, granadas de fumaça coloridas são frequentemente usadas para permitir que as aeronaves os localizem. Granadas de fumaça de sinalização coloridas são amplamente utilizadas em evacuação de vítimas e em situações de apoio aéreo aproximado, onde a localização rápida de forças terrestres amigas é de suma importância. As cores comuns são vermelho, amarelo, verde e roxo, e todas usam corantes de cores muito vivas para aumentar a probabilidade de serem avistadas de cima.

## Outros usos

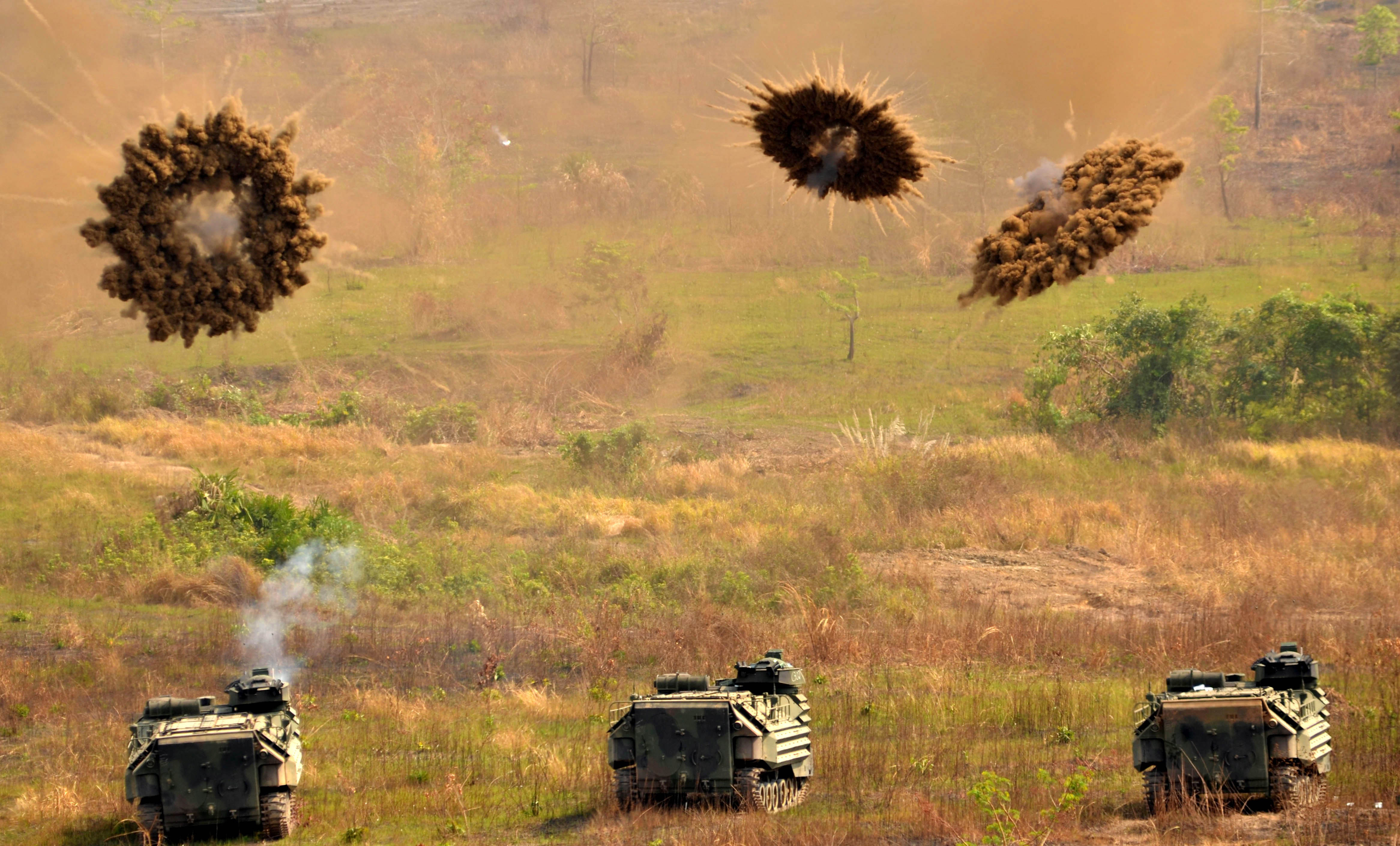
Veículos anfíbios AAV-7A1 disparando granadas de fumaça

Granadas de fumaça são funcionalmente idênticas a muitas formas de granadas químicas (como granadas de controle de tumultos de gás CS) e granadas incendiárias (como granadas termite) que usam um fusível para acender uma carga sólida dentro de um recipiente de aço, que então impulsiona lentamente os produtos de combustão através dos orifícios do recipiente enquanto o conteúdo queima. No entanto, a classe das granadas de fumaça está restrita à sinalização e ocultação sob as leis da guerra e, portanto, não são consideradas armas; uma vez que a grande maioria não é explosiva, continuam a ser legais para uso e propriedade civil na maioria dos países.
Como o projeto básico de uma granada de fumaça (um recipiente de metal contendo uma substância que queima e expele fumaça quando inflamado) é simples, dispositivos improvisados semelhantes a granadas de fumaça são onipresentes em todo o mundo. Manifestantes, espectadores de futebol e entusiastas de airsoft costumam criar suas próprias granadas de fumaça usando materiais comuns.